# Syndipnus
Syndipnus is een geslacht van insecten uit de orde vliesvleugeligen (Hymenoptera) en de familie Ichneumonidae.

## Soorten
- S. abbreviatus Roman, 1909
- S. alaskensis Walley, 1940
- S. albicruris (Gravenhorst, 1829)
- S. alpicolor Aubert, 1998
- S. alutaceus (Holmgren, 1857)
- S. angulatus Roman, 1909
- S. angulinervis (Roman, 1914)
- S. arcticus (Holmgren, 1880)
- S. atricornis (Thomson, 1883)
- S. beerensis Roman, 1934
- S. birulai Roman, 1926
- S. conformis (Holmgren, 1857)
- S. decipiens (Woldstedt, 1877)
- S. delicatus (Ashmead, 1902)
- S. discolor (Holmgren, 1857)
- S. flaviventris Roman, 1909
- S. gaspesianus (Provancher, 1879)
- S. hercynicus Habermehl, 1935
- S. laeviceps (Holmgren, 1883)
- S. lateralis (Gravenhorst, 1829)
- S. lilianeator Aubert, 2007
- S. lindemansi Teunissen, 1953
- S. macrocerus (Thomson, 1883)
- S. maculiventris Roman, 1909
- S. monticola (Holmgren, 1857)
- S. pannicularius (Holmgren, 1857)
- S. phygadeuontoides Walley, 1945
- S. polyblastoides (Kriechbaumer, 1897)
- S. probatus Walley, 1940
- S. rubiginosus Walley, 1940
- S. saotis Kasparyan, 2003
- S. sternoleucus (Gravenhorst, 1829)
- S. ungavae Walley, 1940